# Lac Manitou (Ontario)
Pour les articles homonymes, voir Manitou et Lac Manitou.
Le lac Manitou est le plus grand lac de l'île Manitoulin, elle-même située dans le lac Huron en Ontario au Canada. Il se déverse dans le lac Huron par la rivière Manitou.
D'une surface de 104 km2, il s'agit du plus grand lac au monde se trouvant sur une île dans un lac. Il comporte lui-même un certain nombre d'îles.